# Chaetacis picta
Chaetacis picta là một loài nhện trong họ Araneidae.
Loài này thuộc chi Chaetacis. Chaetacis picta được Carl Ludwig Koch miêu tả năm 1836.